# Sailing to Philadelphia
Sailing to Philadelphia je drugi samostojni studijski album britanskega glasbenika Marka Knopflerja, ki je izšel leta 2000. Na ameriški izdaji je bila skladba »Do America« namesto zadnje, »One More Matinee«. Naslovna skladba govori o dveh angleških geodetih, Charlesu Masonu in Jeremiahu Dixonu, ki sta v 1790. letih določila mejo med Pennsylvanio in Marylandom ter Delawareom in Virginio. Ta razmejitev je končala dolgoletni spor med državami in je kasneje postala znana pod imenom Mason-Dixonova linija.
Po svetu je bilo prodanih okrog 3,5 milijona izvodov albuma. Ločeno so izšli tudi trije singli s skladbami z njega: What It Is (4. september 2000), Sailing to Philadelphia (26. februar 2001) in Silvertown Blues (junij 2001, samo v Belgiji in na Nizozemskem).

## Skladbe
1. »What It Is« – 4:57
2. »Sailing to Philadelphia« – 5:29; z Jamesom Taylorjem
3. »Who's Your Baby Now« – 3:05
4. »Baloney Again« – 5:09
5. »The Last Laugh« – 3:22; z Vanom Morrisonom
6. »Do America« – 4:11
7. »Silvertown Blues« – 5:32
8. »El Macho« – 5:29
9. »Prairie Wedding« – 4:26
10. »Wanderlust« – 3:52
11. »Speedway at Nazareth« – 6:23
12. »Junkie Doll« – 4:34
13. »Sands of Nevada« – 5:29
14. »One More Matinee« – 3:57

## Sodelavci
- Mark Knopfler – kitara in vokal
- Richard Bennett – kitara in brenkala
- Jim Cox – klavir in orgle
- Guy Fletcher – klaviature in spremljevalni vokal
- Glenn Worf – bas kitara
- Chad Cromwell – bobni

Poleg njih je pri posameznih skladbah sodelovalo tudi več gostov:
- James Taylor – vokal pri »Sailing to Philadelphia«
- Van Morrison – vokal pri »The Last Laugh«
- Gillian Welch in David Rawlings – vokal pri »Prairie Wedding« in »Speedway at Nazareth«
- Glenn Tilbrook in Chris Difford – vokal pri »Silvertown Blues«
- Aubrey Haynie – violina pri »What It Is« in »Speedway at Nazareth«
- Paul Franklin – kitara